# Перлеберг
Перлеберг (нім. Perleberg) — місто в Німеччині, розташоване в землі Бранденбург. Адміністративний центр району Прігніц.
Площа — 137,82 км2. Населення становить 12 035 осіб (станом на 31 грудня 2020 року).

## Демографія
- Динаміка населення з 1875 року в сучасних кордонах (Синя лінія: населення; Пунктир: відносна порівняльна динаміка населення землі Бранденбург; Сірий фон: період Третього рейху; Помаранчевий фон: період НДР)
- Динаміка населення (синя лінія) і прогнози

| Рік  | Населення |
| ---- | --------- |
| 1875 | 10 311    |
| 1890 | 10 013    |
| 1910 | 12 161    |
| 1925 | 12 882    |
| 1939 | 14 845    |
| 1950 | 17 414    |
| 1964 | 15 983    |

| Рік  | Населення |
| ---- | --------- |
| 1971 | 16 193    |
| 1981 | 16 078    |
| 1985 | 15 736    |
| 1990 | 15 032    |
| 1995 | 14 596    |
| 2000 | 13 907    |
| 2005 | 13 094    |

| Рік  | Населення |
| ---- | --------- |
| 2010 | 12 332    |
| 2015 | 12 204    |
| 2016 | 12 367    |
| 2017 | 12 317    |
| 2018 | 12 141    |
| 2019 | 12 065    |
| 2020 | 12 035    |

Джерела даних вказані на Wikimedia Commons.

## Галерея

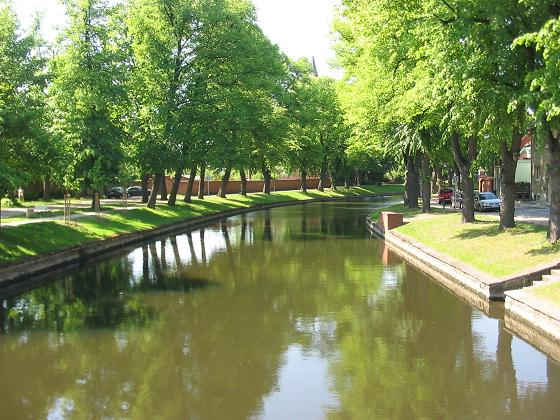
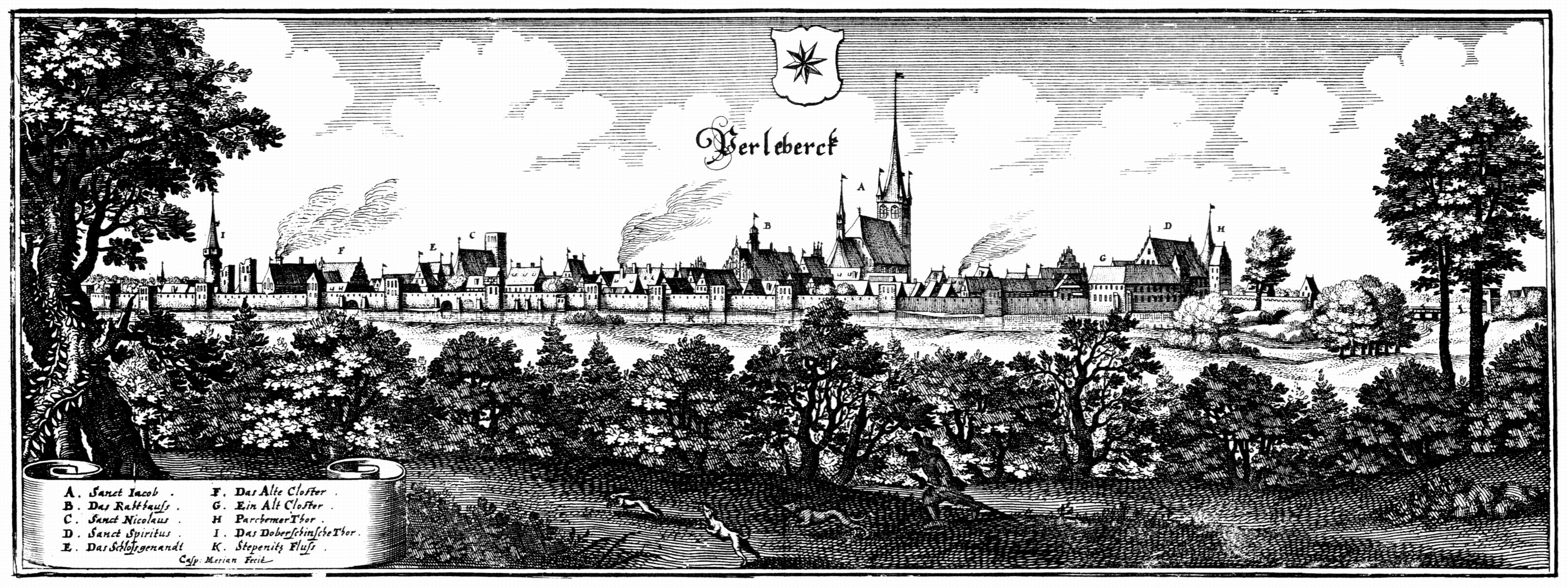
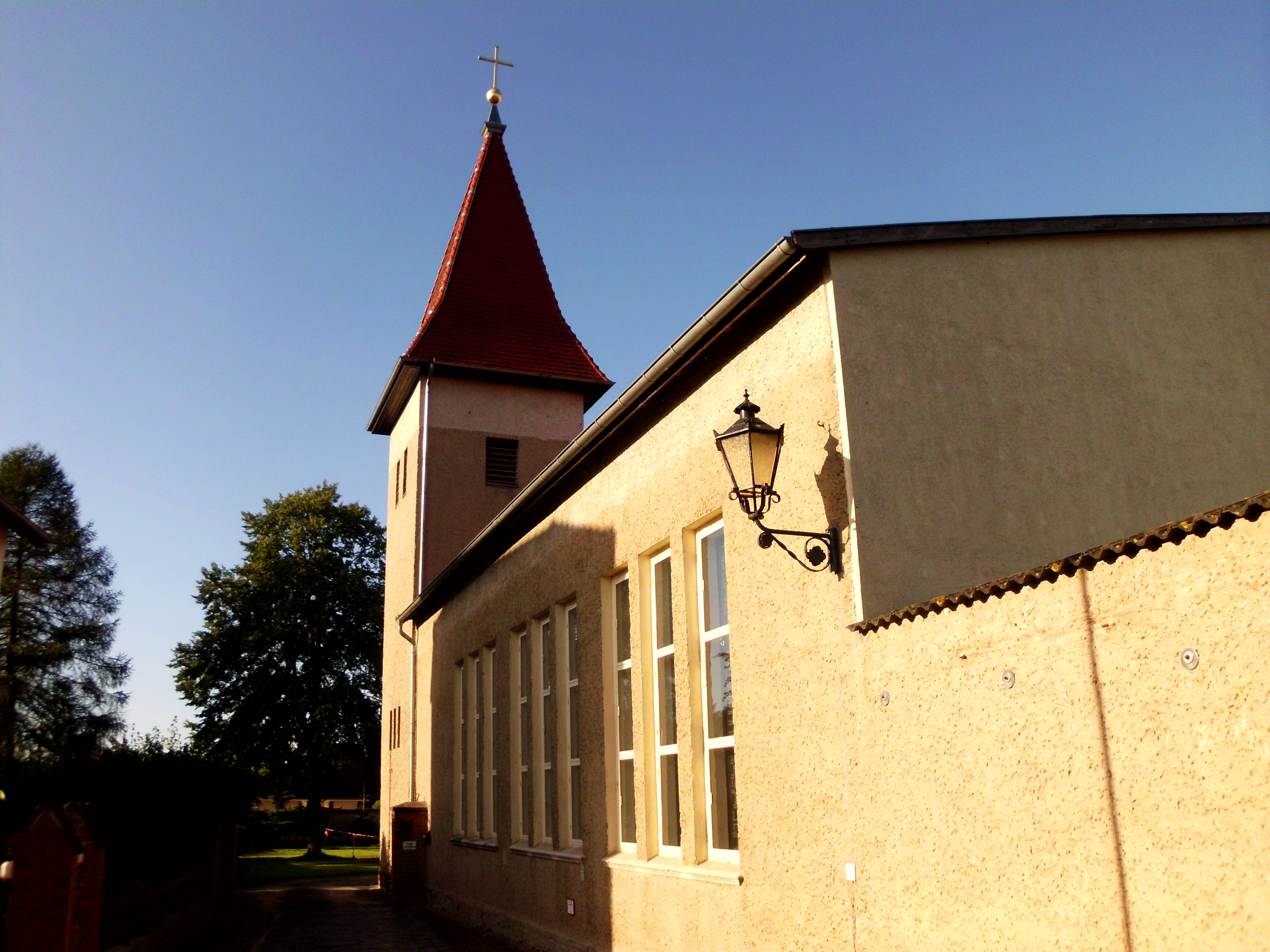
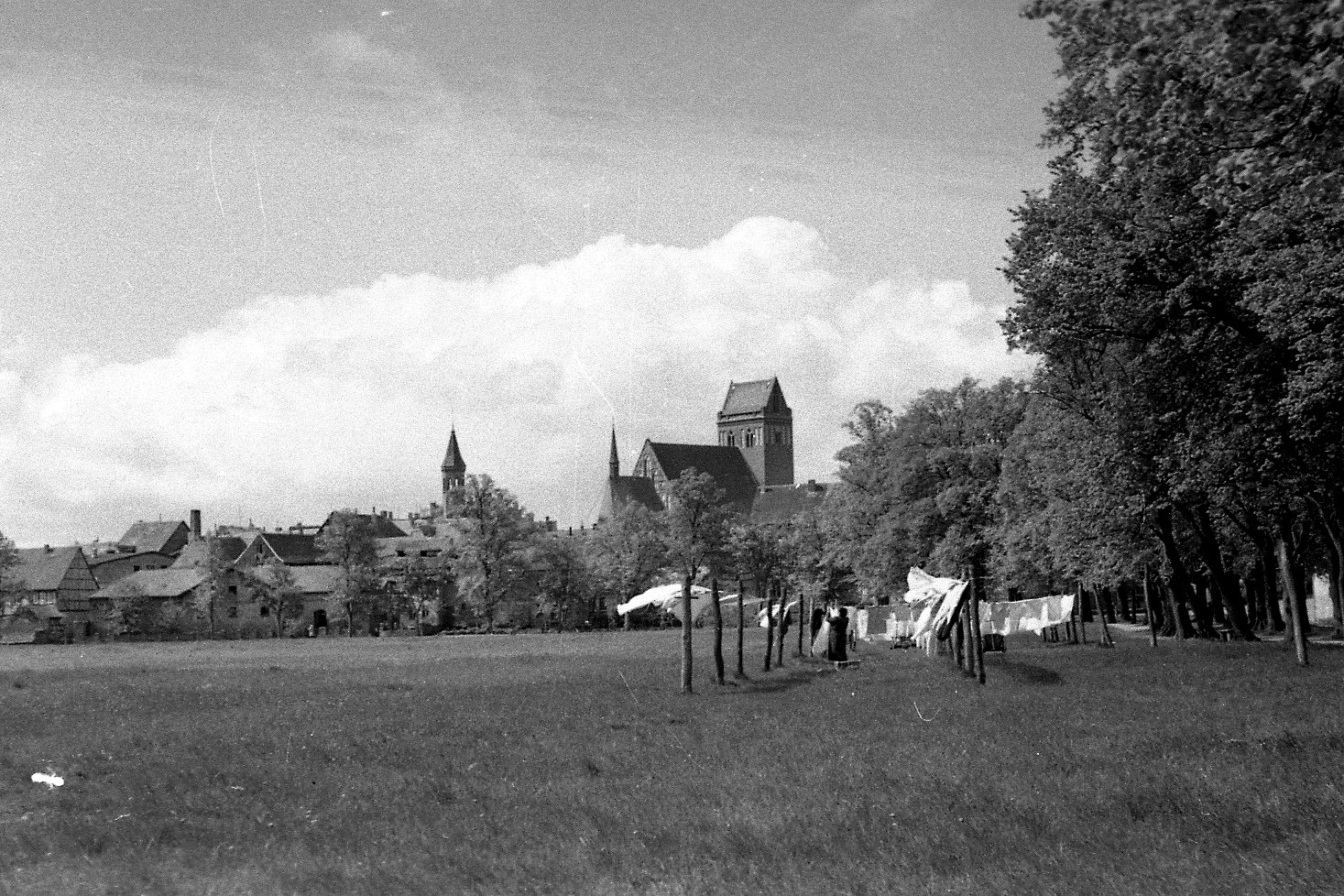
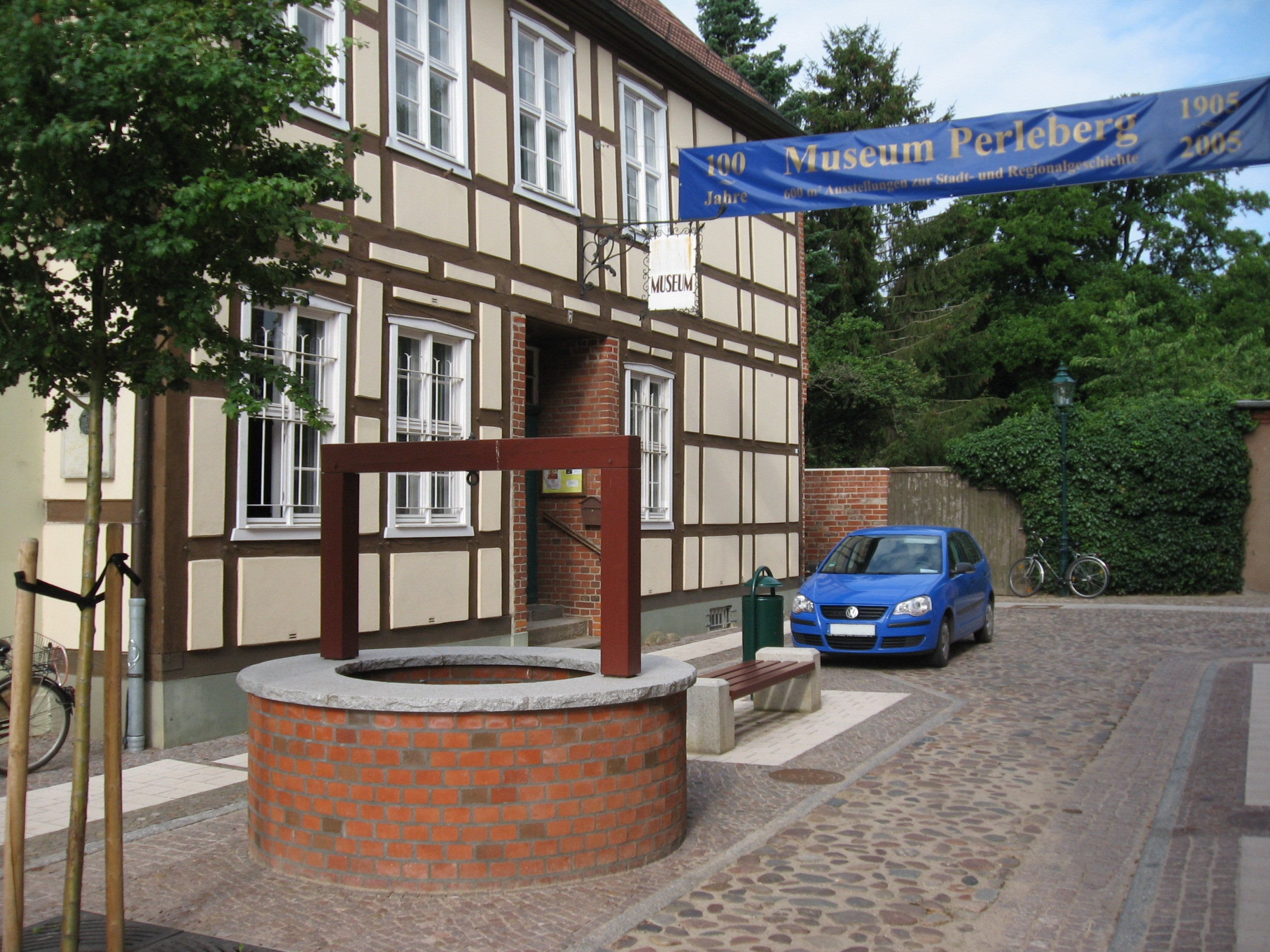
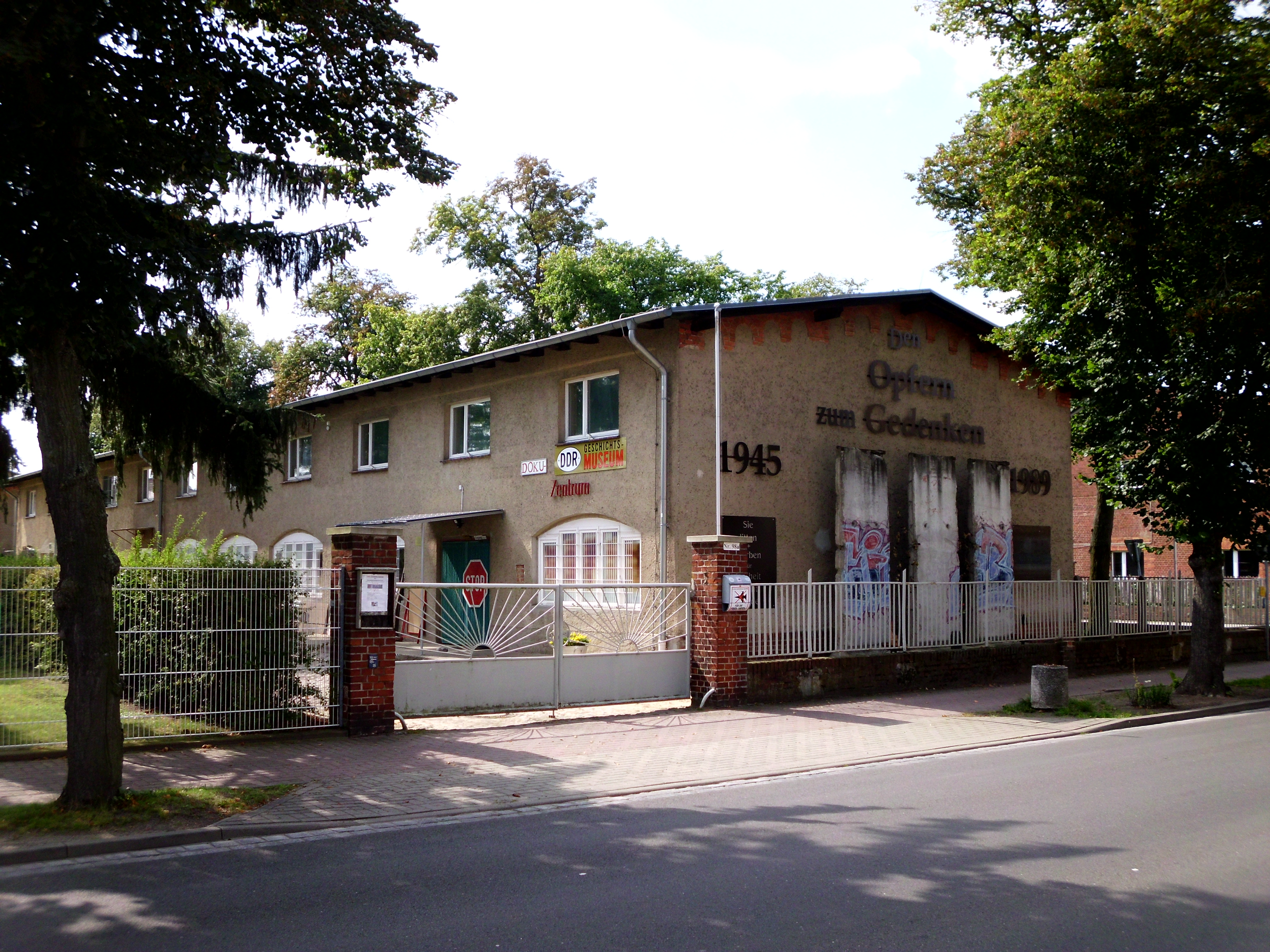